# Martin Smyth
Le révérend William Martin Smyth (né le 15 juin 1931) est un homme politique d'Irlande du Nord et est député du Parti unioniste d'Ulster de Belfast Sud de 1982 à 2005 ,. Il est vice-président du club conservateur du lundi.
Il est également un ministre ordonné de l'église presbytérienne en Irlande et est pasteur de Raffrey, comté de Down de 1957 à 1963 et de l'église Alexandra, Belfast de 1963 à 1982.

## Jeunesse
Smyth grandit dans la région de Donegall Road à Belfast et fréquente le Methodist College de Belfast et le Trinity College de Dublin .

## Début de carrière politique
Smyth devient Grand Maître de l'Ordre d'Orange en 1971, dans ce qui est considéré à l'époque comme une révolte de la classe ouvrière « de la base » contre la direction de la classe moyenne de l'Ordre. (Il reste Grand Maître jusqu'en 1996). Dans les années 1970, il est chef adjoint du mouvement d'avant-garde qui a émergé en tant que faction au sein du Parti unioniste d'Ulster (UUP). Cependant, lorsque cette faction se sépare de l'UUP pour former le Vanguard Unionist Progressive Party, Smyth choisit de rester avec l'UUP. Son nom est cité dans le Belfast Telegraph pour la candidature de l'UUP pour la circonscription de Belfast North en 1974. Cependant, il ne s'y présente pas et l'année suivante, il est élu à la Convention constitutionnelle de Belfast Sud, avec plus du double du quotient électoral .

## Député
Il est choisi pour combler la vacance causée par le meurtre de Robert Bradford. Smyth est élu député lors d'une élection partielle de 1982, recevant 17 123 voix . Plus tard la même année, il est élu à l'Assemblée d'Irlande du Nord, avec à nouveau le double du quotient électoral . Lui et tous les autres députés unionistes démissionnent de son siège en 1985 pour protester contre l'accord anglo-irlandais. Il défend avec succès son siège aux élections suivantes . Dans son article « A Federated People » (publié par le Joint Unionist Working Party en 1987), Smyth propose un Royaume-Uni fédéral avec les gouvernements des États d'Angleterre, d'Écosse, du Pays de Galles et d'Irlande du Nord, chacun étant autonome les uns des autres et, plus important encore, totalement indépendant du parlement fédéral et du gouvernement du Royaume-Uni à Westminster.
Smyth fait partie du conseil consultatif parlementaire de Western Goals (Royaume-Uni) qui tient une réunion en marge de la conférence du Parti conservateur en octobre 1988 sur le thème du "Terrorisme international - comment l'Occident peut riposter". Il est l'un des nombreux orateurs de haut niveau, dont le général Sir Walter Walker, le député Andrew Hunter, Sir Alfred Sherman et Harvey Ward . Hunter et Ward ont tous deux donné des détails considérables à la réunion concernant les liens de haut niveau entre l'IRA et l'ANC .
Après avoir remporté la première place dans le scrutin pour les projets de loi d'initiative parlementaire, Smyth présente avec succès le projet de loi sur les personnes handicapées (Irlande du Nord) afin d'accorder aux personnes handicapées d'Irlande du Nord des droits analogues pour les personnes handicapées ailleurs au Royaume-Uni, comme prévu dans la loi de 1986. Le projet de loi Smyth reçoit la sanction royale en 1989.

## La direction de David Trimble
Il se présente à la direction de l'UUP en 1995 après la démission de James Molyneaux mais perd contre David Trimble. Il est opposé à l'Accord du Vendredi saint, mais il est considéré comme un modéré au début des années 1990. Il est condamné en 1993 par le Parti unioniste démocrate pour avoir suggéré que des pourparlers avec le Sinn Féin pourraient être possibles . Il se présente contre Trimble pour la direction du parti en 2000 et échoue de nouveau . Il est contesté sans succès pour l'investiture UUP à Belfast South par Michael McGimpsey  avant les élections générales de 2001, et continue à occuper le siège. En 2001, il est élu au poste de président du parti. En 2003, il démissionne, avec David Burnside et Jeffrey Donaldson, le groupe parlementaire  en raison de désaccords sur la déclaration britannique irlandaise de 2003 . Il tente de dissuader Donaldson de démissionner entièrement du parti. En janvier 2004, Smyth et Burnside reviennent au groupe UUP . Plus tard cette année-là, il perd la présidence du parti lors des élections annuelles au Conseil unioniste d'Ulster, avec 329 voix contre Lord Rogan, qui l'emporte avec 407 voix.

## Fin de carrière politique
En janvier 2005, Smyth annonce qu'il quitterait le Parlement aux élections suivantes pour passer plus de temps avec sa femme. Il met fin à sa carrière à la Chambre des communes en mai 2005. Au cours des élections, Smyth suscite la controverse lorsque lui et l'ancien leader unioniste d'Ulster James Molyneaux apparaissent sur une photo avec le candidat du Parti unioniste démocrate Jimmy Spratt .